# Jackie Robinson (jugador de beisbol)
Jack Roosevelt Robinson (Cairo, Georgia, 31 de gener de 1919 - Stamford, Connecticut, 24 d'octubre de 1972) fou el primer jugador de beisbol afroamericà en ingressar a les Lligues Majors de Beisbol. Es va estrenar com a novell el 15 d'abril de 1947 amb els Brooklyn Dodgers trencant una barrera racial que havia estat vigent des de 1876 obrint la porta a esportistes de les anomenades minories (afroamericans, asiàtics, llatins, hawaians nadius, sud-americans, entre molts altres) a les Lligues Majors de Beisbol.

## Infància i joventut[2]
Robinson va néixer el 31 de gener de 1919 a El Cairo, Georgia net d'esclaus. Amb gairebé catorze mesos es va mudar a Pasadena, California.
El 1940 entrà en la UCLA on va practicar 4 esports (beisbol, basquet, futbol americà i atletisme) batent el rècord de més esports practicats i premis rebuts en quatre esports. Jackie era també un destacat jugador de tennis.
El 1941 començà a jugar futbol americà professionalment amb Los Angeles Bulldogs.
És a causa de problemes financers que va haver de deixar l'institut. L'any 1942 es va unir a l'exèrcit dels Estats Units però per problemes legals, com que no va acceptar seure a la part del darrere del camió no segregat, va ser enviat a la presó militar i jutjat en una cort marcial i, per això, no participà en la Segona Guerra Mundial, però va ser alliberat amb honors el 1944, i va arribat a ser segon lloctinent.
Després de tornar del seu servei a la Segona Guerra Mundial l'any 1945, Jackie jugà una temporada a la Negro Baseball League (Lliga afroamericana de beisbol) i viatjà per la costa oest amb els Kansas City Monarchs, va obtenir el premi al batedor de la lliga l'any següent.
Un any després, es va casar amb Rachel Isum (Rachel Robinson després del matrimoni), una estudiant d'infermeria que va conèixer a l'UCLA.

## Carrera professional
La data històrica es donaria el 15 d'abril de 1947, quan Branch Rickey fitxà a Jackie pels Brooklyn Dodgers i es va convertir en el primer jugador de beisbol afroamericà que va jugar a les Lligues Majors. Quan Jackie li va preguntar perquè havia fet tal cosa, Rickey confessà que, quan era jove i també jugava a beisbol, tenia un amic afroamericà que es va suïcidar per totes les desgràcies i les discriminacions rebudes pels altres jugadors, i va dir que no havia fet res per aturar-ho, però ara tenia una oportunitat per sentir-se bé amb si mateix i no pensava desaprofitar-la. Les Lligues Majors no havien tingut cap afroamericà des de l'any 1889 quan el beisbol va ser segregat.
En la seva primera temporada a les Lligues Majors, va guanyar el premi de Rookie de l'any i va obtenir el lideratge de més bases robades, ja que era un dels molts punts forts que tenia, l'agilitat i la predicció del que passava al camp. Era molt característic d'ell el seu ball a les bases que duia a terme per desesperar el pitcher, ja que el desconcentrava per poder robar la base, cosa que li feia guanyar-se l'admiració del públic, majoritàriament afroamericà. Va adquirir també el premi i reconeixement del jugador més valuós, i el de millor batedor de la lliga. De 10 temporades, 6 d'aquestes va ser escollit pel Joc d'Estrelles. I en una ocasió va ser elegit pel Saló de la Fama de Cooperstown. En la seva carrera, va aconseguir jugar 6 sèries mundials de les quals només n'aconseguí guanyar 1, la de 1955. El 1956 decidí retirar-se per la diabetis que li varen diagnosticar.

## Vellesa i mort
Robinson no fou només el primer jugador afroamericà de les grans lligues, sinó també el primer vicepresident afroamericà d'una corporació nord-americana després d'aconseguir el càrrec a Chock Full O’Nuts coffee.
El 1962 va aconseguir entrar al Saló de la Fama de Cooperstown, en el seu primer any d'elegibilitat.
Un dels seus debuts va ser també el de ser el primer analista esportiu de televisió afroamericà quan participà amb ABC en la transmissió de Jocs de les Majors.
A part de la seva destacada carrera professional, va dur a terme campanyes polítiques d'activisme amb projectes per millorar l'habitatge dels afroamericans i es va relacionar amb persones com Marthin Luther King o presidents estatunidencs com Dwight David Eisenhower, John F. Kennedy i Richard M. Nixon.
El 1972 morí d'un atac al cor i, l'any següent, la seva vídua, Rachel Robinson, inicià la Fundació Jackie Robinson, vigent avui dia.

## Família i parents
Jackie i Rachel Robinson (esposa), van tenir tres fills: Jackie Robinson Jr. Sharon i David.
El seu germà Mack Robinson fou medallista de plata en els Jocs Olímpics de 1936, a Berlín.
Rachel Robinson va néixer a Los Angeles, Califòrnia el 19 de juny el 1922 (96 anys). Va ser molt important per la gran força que, amb el seu amor i estima, li va entregar a Jackie Robinson per poder suportar la discriminació i denigració cap a la seva raça. Un any després de la mort del seu marit, inaugurà la Fundació Jackie Robinson, encara en marxa, ajudant a aquells qui tenen problemes racials i donant a conèixer la gran història i la importància del que va fer Jack Roosevelt Robinson.

## Llegat[3]
El número 42 és l'únic número retirat per complet de tot el beisbol, d'aquí ve el nom de la pel·lícula 42, feta el 2013 en honor seu protagonitzada per Harrison Ford com a Brand Rickey (president i seleccionador dels Brooklyn Dodgers) i Chadwick Boseman (Jackie Robinson). La MLB va declarar 15 d'abril com al “Dia de Jackie Robinson” i tots els equips, principalment els LA Dodgers, homenatgen a Robinson vestint a tot el personal, mànagers, entrenadors, directius i jugadors amb el nombre 42 imprès a l'esquena.
La seva major contribució i el més preuat llegat va ser haver tingut la fortalesa mental, el tremp i el vigor per aguantar l'enorme pressió, amenaces, insults i agressions que un afroamericà havia d'encarar per violar els codis d'una societat racista i discriminatòria. El debut de Robinson ha estat l'esdeveniment més important en la història de les Lligues Majors i, possiblement, un dels més significatius en la història de l'esport professional.
Un “Dia de Robinson”, la “Post Office” va homenatjar Robinson amb l'elaboració d'un segell commemoratiu de la seva heroïcitat.
Un altre any, un 15 d'abril (Dia de Robinson), Bill Clinton va retre tribut a Robinson en el Shea Stadium a Nova York en una cerimònia molt especial.

## Estadístiques de bateig[4]
| Any  | Equip | G   | AB  | R   | H   | 2B | 3B | HR | RBI | BB  | K  | SB | AVG  | OBP  | SLG  | OPS   | WAR  |
| 1947 | BRD   | 151 | 590 | 125 | 175 | 31 | 5  | 12 | 48  | 74  | 36 | 29 | .297 | .383 | .427 | 0.810 | 3.13 |
| 1948 | BRD   | 147 | 574 | 108 | 170 | 38 | 8  | 12 | 85  | 57  | 37 | 22 | .296 | .367 | .453 | 0.820 | 5.37 |
| 1949 | BRD   | 156 | 593 | 122 | 203 | 38 | 12 | 16 | 124 | 86  | 27 | 37 | .342 | .432 | .528 | 0.960 | 9.62 |
| 1950 | BRD   | 144 | 518 | 99  | 170 | 39 | 4  | 14 | 81  | 80  | 24 | 12 | .328 | .423 | .500 | 0.923 | 7.47 |
| 1951 | BRD   | 153 | 548 | 106 | 185 | 33 | 7  | 19 | 88  | 79  | 27 | 25 | .338 | .429 | .527 | 0.956 | 9.66 |
| 1952 | BRD   | 149 | 510 | 104 | 157 | 17 | 3  | 19 | 75  | 106 | 40 | 24 | .308 | .440 | .465 | 0.905 | 8.47 |
| 1953 | BRD   | 136 | 484 | 109 | 159 | 34 | 7  | 12 | 95  | 74  | 30 | 17 | .329 | .425 | .502 | 0.927 | 6.94 |
| ---- | ----- | --- | --- | --- | --- | -- | -- | -- | --- | --- | -- | -- | ---- | ---- | ---- | ----- | ---- |
| 1954 | BRD   | 124 | 386 | 62  | 120 | 22 | 4  | 15 | 59  | 63  | 20 | 7  | .311 | .413 | .505 | 0.918 | 3.66 |
| 1955 | BRD   | 105 | 317 | 51  | 81  | 6  | 2  | 8  | 36  | 61  | 18 | 12 | .256 | .378 | .363 | 0.741 | 2.6  |
| 1956 | BRD   | 117 | 357 | 61  | 98  | 15 | 2  | 10 | 43  | 60  | 32 | 12 | .275 | .382 | .412 | 0.794 | 4.54 |